# Soubise, Charente-Maritime
Soubise är en kommun i departementet Charente-Maritime i regionen Nouvelle-Aquitaine i västra Frankrike. Kommunen ligger  i kantonen Saint-Agnant som ligger i arrondissementet Rochefort. År 2022 hade Soubise 3 935 invånare.

## Befolkningsutveckling
Antalet invånare i kommunen Soubise
Referens:INSEE